# C Sharp
Правильна назва цієї сторінки — C#, але її не можна використовувати через технічні обмеження.
C# (вимовляється Сі-шарп) — об'єктно-орієнтована мова програмування з безпечною системою типізації для платформи .NET. Розроблена Андерсом Гейлсбергом, Скотом Вілтамутом та Пітером Гольде під егідою Microsoft Research (належить Microsoft).
Синтаксис C# близький до C++ і Java. Мова має строгу статичну типізацію, підтримує поліморфізм, перевантаження операторів, вказівники на функції-члени класів, атрибути, події, властивості, винятки, коментарі у форматі XML. Перейнявши багато від своїх попередників — мов C++, Object Pascal, Модула і Smalltalk — С#, спираючись на практику їхнього застосування, виключає деякі моделі, що зарекомендували себе як проблематичні при розробці програмних систем, наприклад, мова С#, на відміну від C++, не передбачає множинне успадкування класів.
Станом на  липень 2025 року поточна стабільна версія мови C# 14.0, яка була випущена в 2025 році як частина платформи .NET 10.0.

## Історія виникнення
C# є дуже близьким родичем мови програмування Java. Мова Java була створена компанією Sun Microsystems, коли глобальний розвиток інтернету поставив завдання розподілених обчислень. Взявши за основу популярну мову C++, Java виключила з неї потенційно небезпечні речі (на зразок вказівників без контролю виходу за межі). Для розподілених обчислень була створена концепція віртуальної машини та машинно-незалежного байт-коду, свого роду посередника між вихідним текстом програм і апаратними інструкціями комп'ютера чи іншого інтелектуального пристрою.
Java набула чималої популярності, і була ліцензована також і компанією Microsoft. Але, з часом, Sun почала звинувачувати Microsoft, що та при створенні свого клону Java робить її сумісною виключно з платформою Windows, чим суперечить самій концепції машинно-незалежного середовища виконання і порушує ліцензійну угоду. Microsoft відмовилася піти назустріч вимогам Sun, і тому з'ясування стосунків набуло статусу судового процесу. Суд визнав позицію Sun справедливою, і зобов'язав Microsoft відмовитися від позаліцензійного використання Java.
У цій ситуації в Microsoft вирішили, користуючись своїм панівним становищем на ринку, створити свій власний аналог Java — мову, для якої корпорація буде повноцінним власником. Ця новостворена мова отримала назву C#. Вона успадкувала від Java концепції віртуальної машини (середовище .NET), байт-коду (MSIL) і більшої безпечності вихідного коду програм, плюс врахувала досвід використання програм на Java.
Нововведенням C# стала можливість легшої взаємодії, порівняно з мовами-попередниками, з кодом програм, написаних на інших мовах, що є важливим при створенні великих проєктів. Якщо програми на різних мовах виконуються на платформі .NET, .NET бере на себе клопіт щодо сумісності програм (тобто типів даних, за кінцевим рахунком).
Станом на сьогодні[коли?] C# визначено флагманською мовою корпорації Microsoft, бо вона найповніше використовує нові можливості .NET. Решта мов програмування, хоч і підтримуються, але визнані такими, що мають спадкові прогалини щодо використання .NET. Рядок в C# є посилальним типом.

## Назва мови
Символ # у назві мови можна інтерпретувати і як дві пари плюсів ++, що натякають на новий крок у розвитку мови порівняно з C++ (подібно до кроку від C до C++), і як музичний символ дієз, разом з буквою C, що становить в англійській мові назву ноти до-дієз. Останнє й дало назву мові. Попри те, що символ # (октоторп) насправді є символом для позначення номера на більшості клавіатур і відрізняється від символу дієз ♯ (Unicode U+266F), Microsoft, як автор мови, неодноразово зверталася до своїх клієнтів з проханням прийняти таку стилізацію.

## Версії

### Версія 1.0
Проєкт C# був початий в грудні 1998 і отримав кодову назву COOL (C-style Object Oriented Language). Версія 1.0 була анонсована разом з платформою .NET у червні 2000 року, тоді ж з'явилася і перша загальнодоступна бета-версія; C# 1.0 остаточно вийшов разом з Microsoft Visual Studio .NET у лютому 2002 року.
Перша версія C# нагадувала за своїми можливостями Java 1.4, дещо їх розширюючи: так, в C# були властивості (що виглядають у коді як поля об'єкта, але, при зверненні до них, можуть викликати пов'язані методи класу), індексатори (подібні до властивостей, але приймають параметр як індекс масиву), події, делегати, цикли foreach, структури, що передаються за значенням, автоматичне перетворення вбудованих типів в об'єкти при необхідності (boxing), атрибути, вбудовані засоби взаємодії з некерованим кодом (DLL, COM) тощо. Крім того, в C# вирішено було перенести деякі можливості C++, відсутні в Java: беззнакові типи, перевизначення операцій (з деякими обмеженнями, на відміну від C++), передача параметрів у метод за посиланням, методи зі змінним числом параметрів, оператор goto. Також у C# залишили обмежену можливість роботи з вказівниками — в місцях коду, спеціально позначених словом unsafe і при вказівці спеціальної опції компілятору.

### Версія 2.0
Проєкт специфікації C# 2.0 вперше був викладений Microsoft в жовтні 2003 року; у 2004 році виходили бета-версії (проєкт з кодовою назвою Whidbey), C# 2.0 остаточно вийшов 7 листопада 2005 року разом з Visual Studio 2005 і .NET 2.0.
Нові можливості у версії 2.0:
- Часткові типи (розділення реалізації класу більш ніж на один файл).
- Узагальнені, або параметризовані типи (generics, «дженерики»). На відміну від шаблонів C++, вони підтримують деякі додаткові можливості і працюють на рівні віртуальної машини. Разом з тим, параметрами узагальненого типу не можуть бути вирази.
- Нова форма ітератора, що дозволяє створювати співпрограми за допомогою ключового слова yield, подібно Python і Рубі.
- Анонімні методи, що забезпечують функціональність замикання.
- Оператор ??: return obj1 ?? obj2; означає (у нотації C# 1.0) return obj1!=null ? obj1 : obj2;.
- Типи-значення, що обнуляються (nullable), (що позначаються знаком питання, наприклад, int? i = null;) є тими ж самими типами-значеннями, що можуть також приймати також значення null. Такі типи дозволяють поліпшити взаємодію з базами даних через мову SQL.

### Версія 3.0
У червні 2004 року Андерс Гейлсберг вперше розповів на сайті Microsoft про плановані розширення мови в C#3.0.. У вересні 2005 року було випущено проєкт специфікації C# 3.0 і бета-версія C# 3.0, що встановлюється у вигляді доповнення до існуючих Visual Studio 2005 і .NET 2.0. Офіційно версія C# 3.0 побачила світ 19 листопада 2007 року у складі .NET Framework 3.5.
В C# 3.0 з'явилися такі радикальні доповнення та зміни:
- Ключові слова select, from, where, що дозволяють робити запити з SQL, XML, колекції тощо (запит, інтегрований в мову — LINQ, англ. Language Integrated Query)
- Ініціалізація об'єкта разом з його властивостями:

```
Customer
 
з
 
=
 
new
 
Customer
();
 
з
.
Name
 
=
 
"James"
;

```

матиме вигляд:
```
Customer
 
з
 
=
 
new
 
Customer
 
{
 
Name
 
=
 
"James"
 
};

```

- Лямбда-вирази (анонімні функції):

```
listOfFoo
.
Where
(
delegate
(
Foo
 
x
)
 
{
 
return
 
x
.
size
 
>
 
10
;
 
});

```

матиме вигляд:
```
listOfFoo
.
Where
(
x
 
=>
 
x
.
size
 
>
 
10
);

```

- Автоматичне визначення типів локальних змінних:

```
string
 
x
 
=
 
"hello"
;

```

матиме вигляд:
```
var
 
x
 
=
 
"hello"
;

```

- Безіменні типи:

```
var
 
x
 
=
 
new
 
{
 
Name
 
=
 
"James"
 
};

```

- Методи-розширення — додавання методу в існуючий клас за допомогою ключового слова this при першому параметрі статичної функції.

C# 3.0 сумісний з C# 2.0 за генерованим MSIL-кодом; поліпшення в мові — чисто синтаксичні і реалізуються на етапі компіляції. Наприклад, багато з інтегрованих запитів LINQ можна реалізувати в поточних версіях використовуючи безіменні делегати в поєднанні з предикативними методами над контейнерами, на кшталт List.FindAll і List.RemoveAll.

### Версія 4.0
Випуск четвертої версії мови програмування C# не випадково збігся з випуском нової версії .NET Framework. Він мав на меті створення інфраструктури для реалізації мов динамічної типізації. Що суттєво поліпшило підтримку динамічних API в C#, було бажаним для початку робіт над мовою TypeScript та було використано наявними реалізаціями, наприклад PowerShell.
Нові можливості в версії 4.0:
- Коваріантність і контраваріантність
- Динамічна диспетчеризація — ключове слово dynamic вказує компілятору відкласти розв'язання посилань на метод до періоду виконання.

```
// Так робили виклик методів COM до C# 4.0

object
 
o
 
=
 
GetObject
();

Type
 
t
 
=
 
o
.
GetType
();

object
 
result
 
=
 
t
.
InvokeMember
(
"MyMethod"
,
 
BindingFlags
.
InvokeMethod
,
 
null
,
  
o
,
 
new
 
object
[]
 
{
 
});

int
 
i
 
=
 
Convert
.
ToInt32
(
result
);

// C# 4.0

dynamic
 
o
 
=
 
GetObject
();

int
 
i
 
=
 
o
.
MyMethod
();

```

- DLR[en] — бібліотека проміжного рівня, що уніфікує взаємодію динамічних API та CLR
- Іменовані аргументи та параметри з усталеними значеннями — роблять код використання більш лаконічним. Мова C не підтримує перевантаження методів, тому більшість уніфікованих API має методи з величезним списком аргументів.

```
class
 
Logger
{

   
public
 
void
 
Log
(
int
 
severity
=
0
,
 
string
 
message
){}

   

   
void
 
Info
(
string
 
info
){

      
Log
(
message
:
info
);

   
}

}

```

- Властивості-індексатори
- Можливість пропуску ref у викликах COM

```
Document
 
d
 
=
 
new
 
Document
();

// Так робили виклик методів COM до C# 4.0

object
 
filename
 
=
 
"Foo.docx"
;

d
.
SaveAs
(
ref
 
filename
,
 
// ...

// C# 4.0 створить проміжну змінну замість літерала "Foo.docx"

// і підставить з модифікатором ref

d
.
SaveAs
(
FileName
:
 
"Foo.docx"
);

```

- Вбудовування типів «COM Interop» — позбавило розробників клопоту з поставкою PIA[9]

### Версія 5.0
- Асинхронні методи
- Відомості про об'єкт, що робить виклик  [Архівовано 7 серпня 2019 у Wayback Machine.]

### Версія 8.0
C# 8.0 доступний на .NET Core 3.x та .NET Standard 2.1.

#### Тільки для читання
Ви можете застосувати модифікатор лише для читання до членів структури. Це вказує, що він не змінюватиме стан. Це більш детально, ніж застосування модифікатора readonly до декларації усієї структури. Наприклад:
```
public
 
readonly
 
override
 
string
 
ToString
()
 
=>

    
$"({X}, {Y}) це {Distance} від початку"
;

```

### Версія 9.0
C# 9.0 доступний лише на .NET 5.

#### Записові типи (англ.Record types)
Посилальні типи що мають семантику значених типів для перевірки рівності  [Архівовано 5 вересня 2020 у Wayback Machine.]. Це досягається за допомогою реалізації методів порівняння та обчислення хешу аналогічно до значених типів. Записові типи за визначенням незмінні.

Приклад записового типу, що представляє точку на декартовій системі координат:
```
public
 
record
 
Point

{

  
public
 
int
 
X
 
{
 
get
;
 
}

  
public
 
int
 
Y
 
{
 
get
;
 
}

  
public
 
Point
(
int
 
x
,
 
int
 
y
)
 
=>
 
(
X
,
 
Y
)
 
=
 
(
x
,
 
y
);

}

```

Приклад, що демонструє результат порівняння двох об'єктів-точок:
```
var
 
point1
 
=
 
new
 
Point
(
1
,
 
1
);

var
 
point2
 
=
 
new
 
Point
(
1
,
 
1
);

Console
.
WriteLine
(
point1
 
==
 
point2
);
 
// результат - true

Console
.
WriteLine
(
object
.
ReferenceEquals
(
point1
,
 
point2
));
 
// результат - false, оскільки об'єкти покликаються на різні області пам'яті

```

Також для зручності оголошення таких типів в C# 9 був доданий новий синтаксис, схожий до оголошення конструктора, який зветься позиційним записом (англ. positional record). З його використанням, раніше наведений приклад записового типу набуває вигляду:
```
public
 
record
 
Point
(
int
 
X
,
 
int
 
Y
);

```

Використовуючи цей синтаксис можна застосувати паралельне присвоєння, притаманне для кортежів.
```
var
 
origin
 
=
 
new
 
Point
(
0
,
 
0
);

var
 
(
originX
,
 
originY
)
 
=
 
origin
;

```

Оскільки записові типи незмінні, щоб створити новий об'єкт з існуючого потрібно скопіювати значення його властивостей. Для зручності написання такого коду був доданий новий вираз with, що створює копію об'єкта та дозволяє змінити властивості результату у формі, подібній до виразу ініціалізації об'єктів.
```
var
 
point
 
=
 
new
 
Point
(
1
,
 
1
);
 
// значення властивостей об'єкту: X = 1, Y = 1

point
 
=
 
point
 
with
 
{
 
Y
 
=
 
0
 
};
 
// значення властивостей об'єкту: X = 1, Y = 0

```

## Препроцесор
C# має «препроцесорні директиви» (хоча насправді він не має препроцесора) на основі препроцесора C, це дає програмісту можливість визначити символи, але не макроси. Умовні директиви, такі як #if, #endif, чи #else також можливі. Директиви типу #region дають натяк редактору для згортання фрагментів коду.

## Бібліотеки
Специфікація C# визначає мінімальний набір бібліотек типів і класів, на який має розраховувати компілятор. На практиці, C# найчастіше використовується з якоюсь реалізацією Common Language Infrastructure (CLI), яка стандартизована як ECMA-335 Common Language Infrastructure (CLI).

## Стандартизація
C# стандартизований в ECMA та ISO.
У серпні 2000 Microsoft Corporation, Hewlett-Packard та Intel Corporation виступили спонсорами стандартизації специфікації мови C#, а також Common Language Infrastructure (CLI) в організації зі стандартизації ECMA International. У грудні 2001 ECMA випустила ECMA-334 Специфікація мови C#. C# стала стандартом ISO у 2003 (ISO/IEC 23270:2006 — Information technology—Programming languages—C#). До того ECMA ще встигла адоптувати еквівалентну специфікацію як другу редакцію C# у грудні 2002.
У червні 2005 ECMA схвалила редакцію 3 специфікації C#, і відредагувала ECMA-334. Доповнення включали часткові класи, анонімні методи, тип null, і генерики (аналоги шаблонів C++).
У липні 2005 ECMA подала стандарти і відповідні технічні умови на ISO/IEC JTC 1 через пришвидшену процедуру (Fast-Track). Цей процес звичайно займає 6-9 місяців.

### Критика
Хоча визначення мови C# і CLI стандартизовані ISO та Ecma, що забезпечує розумний і недискримінаційний ліцензійний захист (RAND) від патентних позовів, Microsoft використовує C# і CLI у своїй бібліотеці Base Class Library (BCL), яка є фундаментом їхньої власницької платформи .NET Framework, і яка надає низку нестандартизованих класів (розширений I/O, GUI Windows Forms, вебслужби тощо).
У деяких випадках, де патенти Microsoft відносяться до стандартів, використаних у .NET framework, документовані Microsoft, і застосовані патенти доступні через інші RAND умови або через Обітницю Відкритої Специфікації Microsoft (Microsoft's Open Specification Promise, OSP), які випускають патентні права публічно. Але є деякі застереження і обговорення про те, що існують додаткові аспекти, патентовані Microsoft, що не покриті, які можуть утримувати незалежних реалізаторів повного фреймворку.
Microsoft також погодився не позиватися проти розробників відкритого програмного забезпечення щодо порушення прав у неприбуткових проєктах для частини свого фреймворку, покритого OSP. Microsoft погодився не порушувати патентних вимог щодо продуктів Novell проти платних клієнтів Novell за винятком переліку продуктів, що явно не згадують C#, .NET чи реалізацію .NET від Novell (проєкт Mono). Проте Novell дотримується точки зору, що Mono не порушує жодного патенту Microsoft.. Microsoft також уклав спеціальну угоду не позиватися проти браузерного плагіну Moonlight, який спирається на Mono, отриманого від Novell.
У зауваженні, опублікованому на сайті новин Free Software Foundation у червні 2009 Річард Столлман попереджає, що він вважає, що «Microsoft можливо планує одного дня оголосити всі вільні реалізації C# такими, що використовують програмні патенти» і рекомендував розробникам уникати того, що він називає «безвідплатним ризиком», пов'язаним із «залежністю вільних реалізацій C#». Free Software Foundation пізніше повторила свої попередження, стверджуючи, що розширення Microsoft Community Promise на специфікації ECMA C# і CLI можуть не вберегти від шкідництва Microsoft відкритим реалізаціям C#, оскільки багато специфічних для Windows бібліотек, включених у .NET та Mono, не покриті цими обіцянками. Тому більшість провідних дистрибутивів Лінукс, за винятком Novell SUSE Linux, не включають Mono в установку за умовчанням (хоча його і можна завантажити з репозиторіїв).

## Реалізації
Титульним компілятором C# є Microsoft Visual C#.
Існують інші компілятори C#, часто вони включають реалізації Common Language Infrastructure і бібліотеки класів .NET:
- Проєкт Microsoft Rotor (який тепер зветься Shared Source Common Language Infrastructure, ліцензований тільки для навчального і дослідницького використання) забезпечує реалізації CLR runtime і компілятор C#, і підмножину бібліотек фреймворка Common Language Infrastructure, відповідно до специфікації ECMA (до C# 2.0, і з підтримкою тільки Windows XP).
- Проєкт SharpDevelop від компанії icsharpcode [Архівовано 12 жовтня 2019 у Wayback Machine.], який використовується як альтернатива Visual Studio. Забезпечує повну реалізацію Common Language Infrastructure. Остання[коли?] стабільна версія IDE 4.4 (28 серпня 2013), тестова версія 5.0 (13 лютого 2014). Зовнішній вигляд IDE дуже нагадує Microsoft Visual C#, що робить комфортним перехід від одного середовища до іншого.
- Проєкт Mono, початий компанією Xamarin і продовжений її покупцем і наступником Novell, забезпечує відкритий компілятор C#, повну відкриту реалізацію Common Language Infrastructure, включаючи потрібні бібліотеки фреймворка відповідно до специфікації ECMA, і близьку до повної реалізацію власницьких бібліотек класів Microsoft .NET до .NET 2.0, але не специфічних бібліотек .NET 3.0 і .NET 3.5, як для Mono 2.0.
- Проєкт DotGNU також надає відкритий компілятор C#, близьку до повної реалізацію Common Language Infrastructure, включаючи потрібні бібліотеки фреймворка відповідно до специфікації ECMA, і підмножину деяких залишених власницьких бібліотек класів Microsoft .NET до .NET 2.0 (які не документовані або не включені у специфікації ECMA, але включені у стандартне визначення Microsoft .NET Framework).
- DotNetAnywhere [Архівовано 4 травня 2009 у Wayback Machine.] Micro Framework Common Language Runtime націлений на вбудовані системи, і підтримує майже всі специфікації C# 2.0.

## Приклад «Hello, world!»
```
using
 
System
;

class
 
ExampleClass

{

  
static
 
void
 
Main
()

  
{

    
Console
.
WriteLine
(
"Hello, world!"
);

    
Console
.
ReadKey
();

  
}

}

```

У версії C# 9.0 з'явилась можливість написання програм з неявно визначеним методом Main:
```
using
 
System
;

Console
.
WriteLine
(
"Hello, world!"
);

Console
.
ReadKey
();

```

## Діалекти

### Spec#
Spec# — формальна мова для API контрактів, яка розширює C# конструкціями для не нульових типів, передумов, постумов та інваріантів об'єктів. Впроваджена у 2003 році в рамках проекту Microsoft Research.

### Sing#
Sing# — мова програмування, розроблена на основі Spec# у рамках проекту Singularity. Це розширення C#, яке забезпечує перевірювану, повноцінну підтримку примітивів ОС для комунікації та сильну підтримку для системного програмування та факторизації коду[джерело?].